# Jealous Ones Still Envy (J.O.S.E.)
Jealous Ones Still Envy (J.O.S.E.) è un album di Fat Joe.

## Tracce
1. Intro – 0:27 – LV, Sean Cane
2. J.O.S.E. – 2:26 – Psycho Les
3. King of N.Y. (featuring Buju Banton) – 4:07 – Cool & Dre
4. Opposites Attract (What They Like) (featuring Remy Ma) – 4:03 – Self
5. Definition of a Don (featuring Remy Ma) – 3:57 – The Alchemist
6. My Lifestyle – 3:25 – Buckwild
7. We Thuggin' (featuring R. Kelly) – 3:33 – Ron G
8. Fight Club (featuring M.O.P. & Petey Pablo) – 5:17 – Reef
9. What's Luv? (featuring Ashanti & Ja Rule) – 4:27 – Irv Gotti
10. He's Not Real (Intro) – 0:22
11. He's Not Real (featuring Prospect & Remy Ma) – 3:42 – Richard Frierson
12. The Fuck Up (Interlude) – 0:56
13. Get the Hell on with That (featuring Armageddon & Ludacris) – 4:02 – Bink!
14. It's O.K. – 3:21 – Sean Cane
15. Murder Rap (featuring Armageddon) – 4:17 – Rockwilder
16. The Wild Life (featuring Prospect & Xzibit) – 3:35 – DJ Nasty & LVM
17. Still Real – 4:11 – Buckwild
18. We Thuggin' (Remix) (featuring Busta Rhymes, Noreaga, R. Kelly & Remy Ma) – 3:33 – Ron G